# U-307
U-307 — средняя немецкая подводная лодка типа VIIC времён Второй мировой войны.

## История
Заказ на постройку субмарины был отдан 20 января 1941 года. Лодка была заложена 5 ноября 1941 года на верфи Флендер-Верке, Любек, под строительным номером 307, спущена на воду 30 сентября 1942 года. Лодка вошла в строй 18 ноября 1942 года под командованием лейтенанта Фридриха-Георга Геррле.

### Командиры
- 18 ноября 1942 года — 1 декабря 1944 года оберлейтенант цур зее Фридрих-Георг Геррле
- 2 декабря 1944 года — 29 апреля 1945 года оберлейтенант цур зее Эрих Крюгер

### Флотилии
- 18 ноября 1942 года — 30 апреля 1943 года — 8-я флотилия (учебная)
- 1 мая 1943 года — 31 октября 1943 года — 11-я флотилия
- 1 ноября 1943 года — 29 апреля 1945 года — 13-я флотилия

### История службы
Лодка совершила 19 боевых походов, потопила 2 судна суммарным водоизмещением 7226 брт. 28 сентября 1944 года U-307 высадила на острове Шпицберген специалистов, создавших метеорологическую станцию «Haudegen».
Персонал этой метеостанции капитулировал только 4 сентября 1945 года, став последним капитулировавшим подразделением вооружённых сил Германии. Потоплена 29 апреля 1945 года в Баренцевом море близ Мурманска, СССР, в районе с координатами 69°24′ с. ш. 33°44′ в. д., глубинными бомбами с британского фрегата HMS Loch Insh. 37 человек погибли, 14 членов экипажа спаслись.
16 июня 2016 года Министерство обороны России передало ФРГ точные координаты гибели в Баренцевом море подводной лодки «U-307».